# Ukrainische Autokephale Orthodoxe Kirche in der Diaspora
Die Ukrainische Autokephale Orthodoxe Kirche in der Diaspora (ukrainisch Українська Автокефальна Православна Церква в Діаспорі Ukrainska Awtokefalna Prawoslawna Zerkwa w Diaspori) ist eine orthodoxe Kirche in Westeuropa und Australien. Ihre Eparchien unterstehen seit 1995 dem Ökumenischen Patriarchat von Konstantinopel.

## Strukturen
Die Kirche besteht aus den Eparchien von Großbritannien, Westeuropa und Australien.
Höchstes Beratungs- und Entscheidungsgremium ist die gemeinsame Synode, die sich regelmäßig trifft. Die Eparchien gehören einzeln auch zum Ökumenischen Patriarchat von Konstantinopel und sind in dessen Heiligem Synod vertreten.
Die Kirche hat enge Beziehungen zur Ukrainischen Orthodoxen Kirche in den USA und zur Ukrainischen Orthodoxen Kirche in Kanada, mit denen sie auch Bischöfe austauscht.
Die Kirche hat keine strukturelle Beziehung mehr zur inzwischen fusionierten Ukrainischen Autokephalen Orthodoxen Kirche in der Ukraine.

### Eparchie von Westeuropa
Die Eparchie von Westeuropa hat Gemeinden in Belgien, Deutschland, Frankreich und Österreich.
In Deutschland gibt es Gemeinden in Düsseldorf, Ingolstadt, Karlsruhe und München.
Diese gehören zur Orthodoxen Bischofskonferenz in Deutschland. Zur Kirche zählen sich in Deutschland etwa 10.000 Menschen.

### Eparchie von London und Großbritannien
Die Ukrainische Autokephale Orthodoxe Kirche in Großbritannien (Ukrainian Autocephalous Orthodox Church in Great Britain) hat ihren Sitz in London und wird von einem Bischof geleitet.

### Eparchie von Australien und Neuseeland
Die Ukrainische Orthodoxe Kirche von Australien und Neuseeland (Ukrainian Orthodox Church of Australia and New Zealand) hat ihren Sitz in Canberra.

## Geschichte
Seit dem frühen 20. Jahrhundert gab es ukrainische orthodoxe Gemeinden in Westeuropa, verstärkt durch Emigranten seit den 1920er Jahren. 1950 wurde in München die Ukrainische Autokephale Orthodoxe Kirche neu gegründet, nachdem sie in der Sowjetunion verboten worden war.
Seit 1995 trennten sich die einzelnen Eparchien im Ausland von der Ukrainischen Autokephalen Orthodoxen Kirche und unterstellten sich dem Ökumenischen Patriarchat von Konstantinopel.